# Gateshead F.C.
Gateshead Football Club – angielski klub piłkarski z siedzibą w Gateshead. Klub jest częścią systemu angielskich rozgrywek piłkarskich i gra obecnie w National League.